# Joachim Barrande

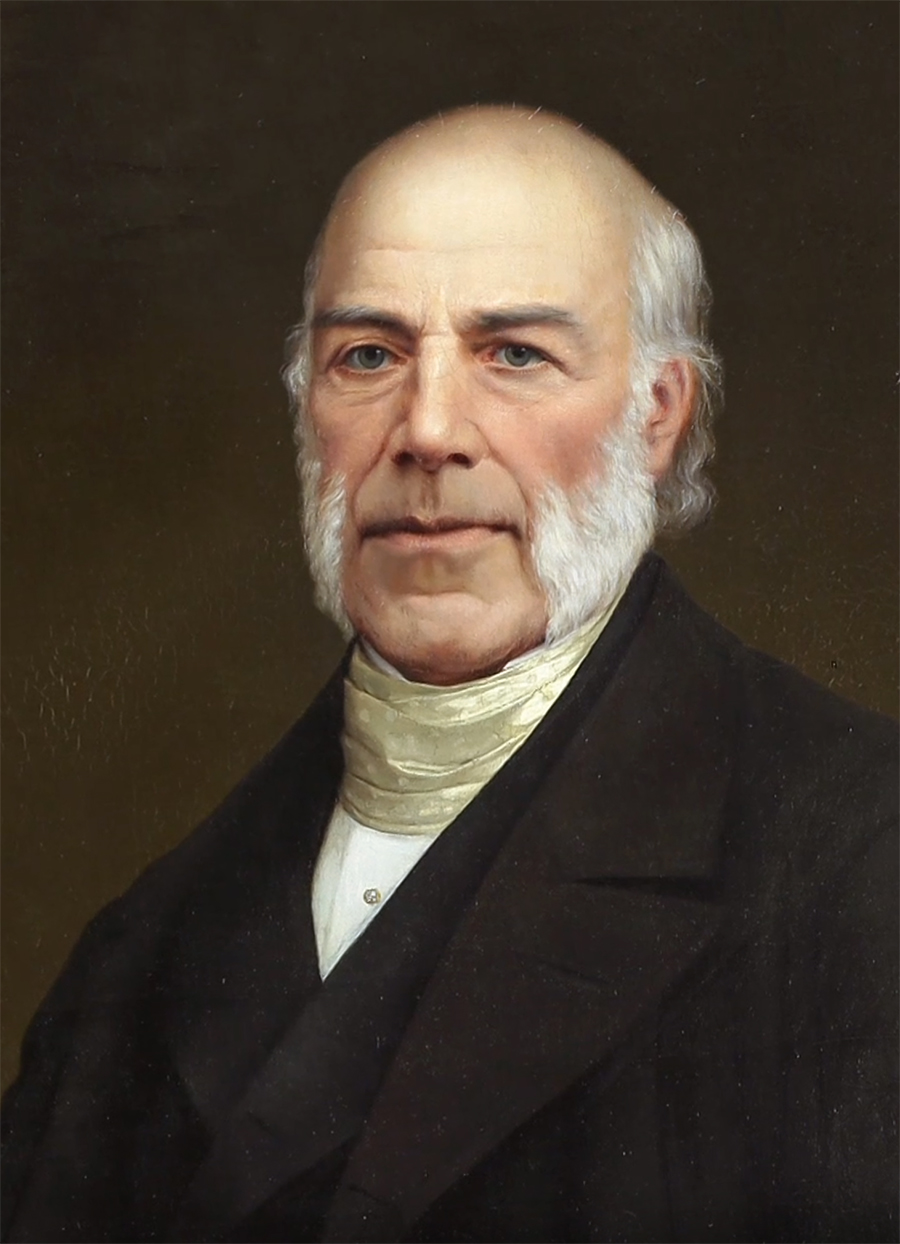
Joachim Barrande

Joachim Barrande (Saugues, 11 augustus 1799 - Lanzenkirchen, 5 oktober 1883) was een Frans ingenieur, stratigraaf, geoloog en paleontoloog. Barrande bracht de stratigrafie en paleontologie van het Paleozoïcum van Tsjechië in kaart en deed belangrijke ontdekkingen over de kennis van het leven in dat tijdperk en de geologie van Tsjechië.

## Biografie
Barrande werd tot 1819 aan de École polytechnique in Parijs opgeleid tot ingenieur, tijdens zijn studie legde hij echter ook interesse aan de dag voor het paleontologisch werk van Georges Cuvier en Jean-Baptiste de Lamarck. Zijn eerste aanstelling was als privédocent van Henri d'Artois, de kleinzoon van de toenmalige Franse koning Charles X. Toen de koning in 1830 troonsafstand deed volgde Barrande de koninklijke familie in hun ballingschap naar Engeland en Schotland, waar hij in aanraking kwam met de nieuwe ontdekkingen van Roderick Murchison op het gebied van stratigrafie en paleontologie. In 1832 volgde hij Henri d'Artois naar Praag, waar hij zich in de Malá Strana vestigde en in aanraking kwam met diverse toonaangevende geleerden uit Bohemen als Kaspar Maria von Sternberg, Josef Dobrovský, Václav Hanka, Franz Xaver Maximilian Zippe en František Palacký. Hij raakte bevriend met de schrijver Jan Neruda, van wie hij Tsjechisch leerde.
Von Sternberg betrok Barrande bij de constructie van de paardentramlijnen van Praag naar Kolín en Plzeň. Tijdens deze werkzaamheden stuitte Barrande in het dal van de Berounka op gesteenten die zeer goed bewaarde fossielen van trilobieten bevatten. Hij begon tijdens het constructiewerk de stratigrafie van Bohemen in kaart te brengen, een gigantisch werk waar hij tientallen jaren mee bezig was. Hij droeg de arbeiders op alle fossielen te verzamelen die ze tegenkwamen en bouwde zodoende een enorme collectie fossielen waaronder trilobieten, graptolieten, brachiopoden, mollusken, kreeftachtigen en vissen.
Toen Henri d'Artois in 1883 stierf reisde Barrande voor de begrafenis naar Frohsdorf bij Lanzenkirchen in het tegenwoordige Oostenrijk, waar d'Artois was gaan wonen. Tijdens zijn verblijf daar liep hij een longontsteking op waaraan hij stierf.

## Wetenschappelijk werk en ideeën
Barrande correleerde de gesteentelagen in Bohemen met de door Murchison eerder in Wales beschreven lagen, die Murchison aan het tijdperk Siluur toeschreef. Na Murchisons beschrijving van het Siluur in 1839 volgde tussen 1852 en 1881 Barrandes 21-delige beschrijving van de gesteentelagen in Bohemen (Le Système silurien du centre de la Bohême). Na zijn dood zouden in 1887 en 1894 nog twee delen postuum volgen. Tegenwoordig worden de lagen die door Barrande tot het Siluur gerekend werden gedeeltelijk tot het Ordovicium en het Devoon gerekend, ten dele vanwege verkeerde aannames die Barrande deed.
Naast van Bohemen publiceerde Barrande ook over de stratigrafie van het Paleozoïcum van Spanje, België, Noorwegen en Beieren.
Barrande was een aanhanger van Cuviers catastrofetheorie en daarmee een tegenstander van Charles Darwins theorie van natuurlijke evolutie. Hij schreef een vijfdelige serie boeken over zijn theorie van "kolonies", waarmee hij het voorkomen van bepaalde soorten per gesteentelaag verklaarde. Hij noemde deze kolonies naar zijn wetenschappelijke tegenstanders.

## Nalatenschap
Barrande ontving voor zijn onderzoek van de stratigrafie van Bohemen in 1857 de Wollaston Medal van de Geological Society. Daarnaast is het stadsdeel Barrandov in Praag in 1928 naar hem genoemd, net als de in 1983 aangelegde autobaanbrug Barrandovský most langs dit stadsdeel. Verder zijn het mineraal barrandiet en het geologische terrein Barrandia, dat onder andere Bohemen omvat, naar hem genoemd.
Barrande liet een grote verzameling fossielen na, die tegenwoordig grotendeels in het Sternberg-Paleis in Hradčany is te bezichtigen. Een ander deel is ondergebracht in het Nationaal Museum te Praag.
- Biblioteca Nacional de España: XX1510794
- Bibliothèque nationale de France: cb10426238z (data)
- Author citation (botany): Barrande
- Catàleg d'autoritats de noms i títols de Catalunya: 981058509701506706
- CiNii: DA1295356X
- Stuttgart Database of Scientific Illustrators 1450–1950: 254
- Gemeinsame Normdatei: 116059532
- International Standard Name Identifier: 0000 0001 2137 128X
- Library of Congress Control Number: n86841662
- Nationale Bibliotheek van Tsjechië: jn20000600637
- Nationale bibliotheek van Australië: 35954604
- Nederlandse Thesaurus van Auteursnamen: 133933814
- Istituto Centrale per il Catalogo Unico: GEAV002424
- SNAC: w64t7s1z
- Système universitaire de documentation: 077750829
- Trove: 1161326
- Virtual International Authority File: 66457092
- WorldCat: E39PBJcwG3t8DGBp8TrBCwXmVC